# Flagge Tibets

5:8 Flagge Tibets

Die Flagge Tibets (tibetisch བོད་ཀྱི་རྒྱལ་དར། Wylie bod kyi rgyal dar, auch tibetisch གངས་སེང་དར་ཆ། Wylie gangs seng dar cha, deutsch ‚Schneelöwenflagge‘) wird von der tibetischen Exilregierung verwendet. Ihre Ursprünge liegen in Tibet selbst.

## Geschichte

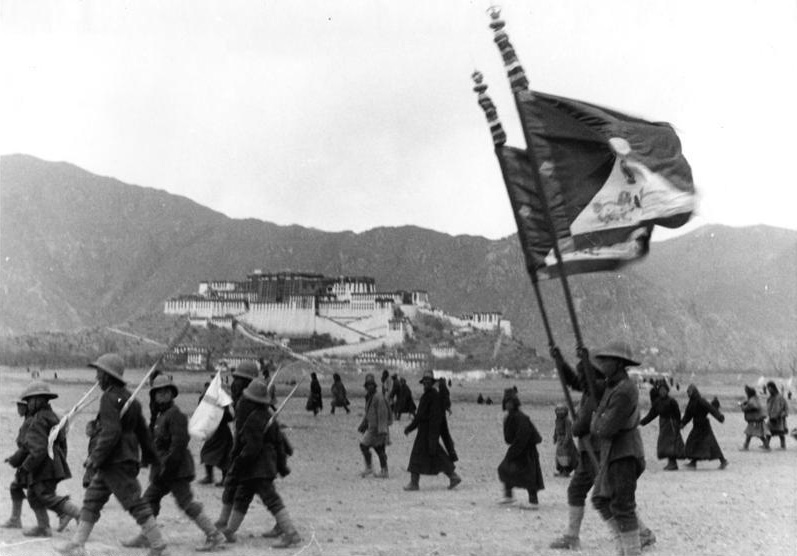
Tibetische Flagge bei Militärparade 1938

Tibetische Flagge, um 1920 eingeführt.

Die Elemente der Flagge sollen unter König Songtsen Gampo im 7. Jahrhundert entstanden sein. Der Schneelöwe erscheint erstmals auf einem Kriegsbanner. 1912 fügte man unter Thubten Gyatso, dem 13. Dalai Lama, (1876–1933) zu den traditionellen Symbolen der tibetischen Regimenter die Sonne und die blauen und roten Streifen hinzu. Doch diente die Flagge als Militärflagge, nicht als Nationalflagge. In den Archiven des französischen Außenministeriums findet sich ein Dokument, das eine Nationalflagge Tibets mit dem Schneelöwen beschreibt, die um 1920 eingeführt worden sein soll. Der Bericht stammt vom französischen Konsul und ist mit einem Foto dokumentiert. Vor 1920 setzte man möglicherweise noch die alte kaiserlich-chinesische Flagge. Nach 1925 soll dann die heutige Flagge verwendet worden sein.
1947 überredeten die Briten Tibet zur Entsendung einer Delegation zur Asian Relations Conference in Neu-Delhi. Hugh Richardson, der britische Handelsattaché in Neu-Delhi, empfahl der Delegation, eine Flagge zu verwenden, um den Anspruch auf Unabhängigkeit zu dokumentieren. Mangels einer Nationalflagge griff man auf die Militärflagge zurück.
In den 1950er Jahren nannte der 14. Dalai Lama selbst diese Fahne die „Armeeflagge“, nicht „Nationalflagge“ Tibets; auch der tibetische „Premierminister“ Lukangwa (klu khang ba) vertrat zeitgleich diese Position. Es gab einen politischen Konflikt um diese Fahne, doch bis zum Aufstand im Jahr 1959 wurde sie durchaus offen getragen. Erst später begannen Exiltibeter, die Flagge Tibets als Nationalflagge zu verwenden.
Die Flagge ist in der Volksrepublik China verboten und in Tibet drohen strengste Strafen, diese Flagge zu besitzen oder gar öffentlich zu zeigen.
Im Februar 2019 wurde ein Antrag auf die Erstellung eines Emojis für diese Flagge gestellt, mit der Begründung, dass einerseits die Ethnie der Tibeter berücksichtigt werden müsse und andererseits nicht existente Staaten wie die Antarktis auch eine eigene Flagge besäßen.

## Symbolik

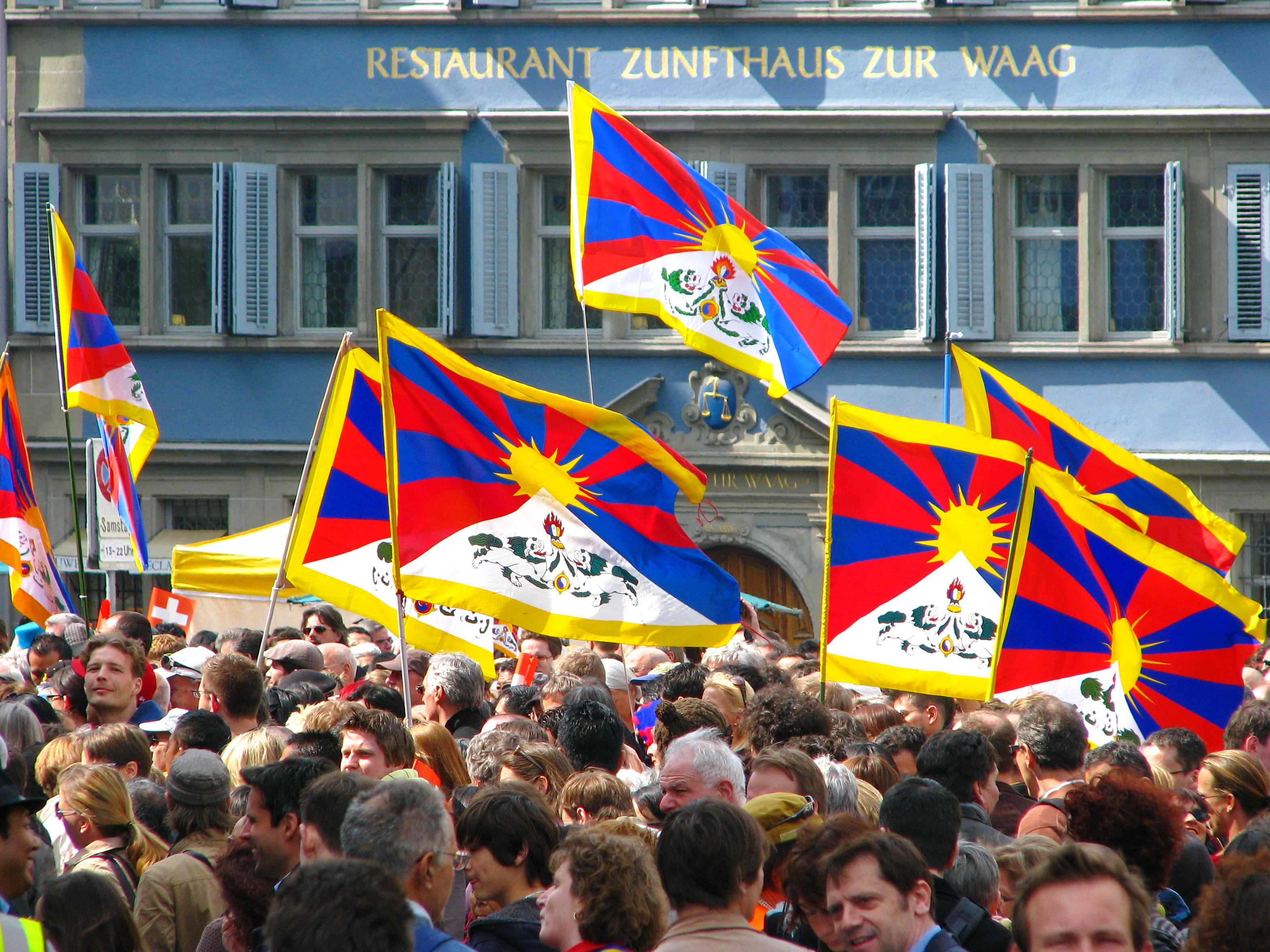
Demonstration für Tibet in Zürich

Die Webseite der tibetischen Exilregierung beschreibt die Bedeutung der einzelnen Elemente der Fahne wie folgt:
1. Der verschneite Berg in der Mitte (der heilige Berg Kailash) ist Sinnbild der tibetischen Nation.
2. Die sechs roten Strahlen der Sonne stehen für die ursprünglichen sechs Volksstämme Tibets.
3. Die Farbe Blau symbolisiert das Zusammenspiel der religiösen und weltlichen Herrschaft.
4. Die beiden Schneelöwen stehen für eine Regierungsform, die durch buddhistische Prinzipien geprägt ist.
5. Die goldene Einfassung steht für die Blüte der buddhistischen Lehre. Die randlose Seite steht für die Offenheit der Tibeter gegenüber anderen Weltanschauungen.
6. Das Juwel symbolisiert die Verehrung der „Drei Juwelen“ Buddha, Dharma und Sangha durch die Tibeter.